# Les sans pagEs
Les sans pagEs (One bez stranica) je projekt na frankofonoj verziji Wikipedije pokrenut u srpnju 2016. godine, čiji je cilj borba protiv rodne neravnoteže u člancima enciklopedije. Glavna aktivnost grupe sastoji se od pisanja biografskih stranica o poznatim ženama.

## Povijest
Projekt Les sans pagEs stvoren je u ljeto 2016. od suradnice iz Ženeve. Inspiriran inicijativom "Žene u crvenom” na engleskoj verziji Wikipedije, projekt se želi boriti protiv rodnih neravnoteža na frankofonskoj verziji internetske enciklopedije. Primjećujući razliku između broja muških i ženskih biografskih stranica (manje od 20% biografija odnosi se na žene), suradnici u projektu ispravljaju tu pristranost posebno stvarajući biografske stranice žena. Godine 2020. bez stranih stranica procijenili su da su omogućili stvaranje više od 5000 biografskih stranica o ženama nakon 4 godine postojanja.
Pored aktivnosti na stvaranju novih stranica, projekt je aktivan i u Wikipedijinoj zajednici za akcije senzibilizacije. One bez stranica stoga kritiziraju pristranost u pisanju (primjer: definirati ženu u odnosu na njezinog supruga ili njezinu obitelj) ili prekomjernu zastupljenost muških suradnika na Wikipediji i njezine posljedice.
Orijentiran od svog osnivanja ka osposobljavanju i uspostavljanju radionica pisanja, pokret organizira nekoliko izdavačkih sastanaka u različitim gradovima u Švicarskoj, Francuskoj ili Tunisu.

## Udruga
Od 2017. u Švicarskoj je osnovano istoimeno udruženje za potporu različitim aktivnostima i proširenjima projekta, posebno prikupljanjem sredstava za organizaciju događaja (primjer : Podrška za Wikimedia).

## Dodatno pogledajte
- Umjetnost + feminizam
- Žene u crvenom

## Vanjske poveznice
- Intervju s osnivačicom projekta